# ال کامپیو، اوئلوا
ال کامپیو (به اسپانیایی: El Campillo) یک منطقهٔ مسکونی در اسپانیا است که در استان اوئلوا واقع شده‌است. ال کامپیو ۹۰٫۷۲ کیلومتر مربع مساحت دارد ۴۳۴ متر بالاتر از سطح دریا واقع شده‌است.